# Hypogastrura himalayana
Hypogastrura himalayana är en urinsektsart som beskrevs av Riozo Yosii 1971. Hypogastrura himalayana ingår i släktet Hypogastrura och familjen Hypogastruridae. Inga underarter finns listade i Catalogue of Life.